# Florian Lampert

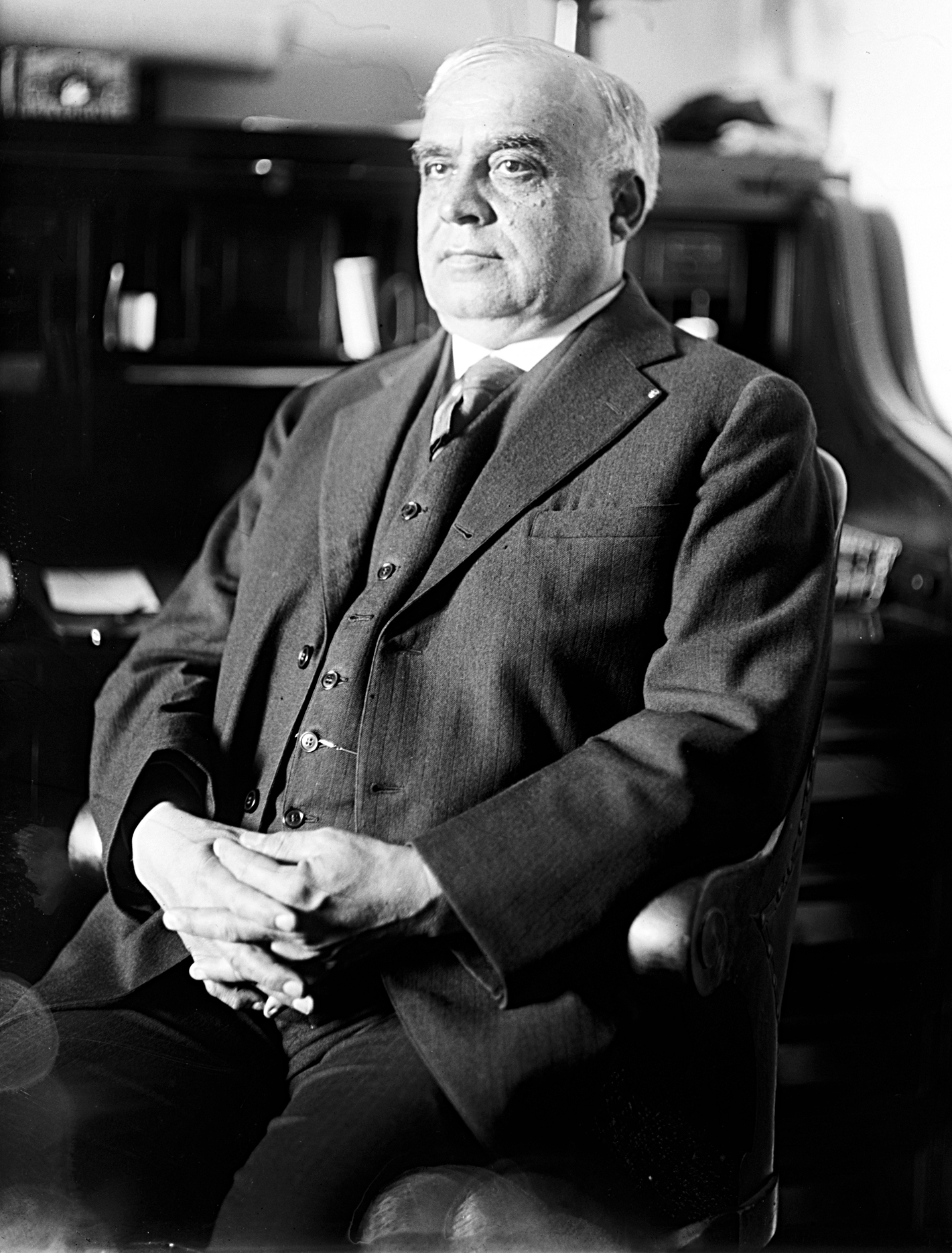
Florian Lampert

Florian Lampert (* 8. Juli 1863 in West Bend, Wisconsin; † 18. Juli 1930 in Chicago Heights, Illinois) war ein US-amerikanischer Politiker. Zwischen 1918 und 1930 vertrat er den Bundesstaat Wisconsin im US-Repräsentantenhaus.

## Werdegang
Florian Lampert besuchte die öffentlichen Schulen seiner Heimat. Im Jahr 1875 zog er mit seiner verwitweten Mutter nach Oshkosh, wo er zunächst in einem Schuhgeschäft arbeitete. Zwischen 1893 und 1896 war Lampert Stadtkämmerer. Danach war er in den Jahren 1897 und 1898 als Sheriff Polizeichef im Winnebago County. Dann wurde er im Handel tätig. Von 1914 bis 1918 war er Bevollmächtigter (Commissioner) der Stadt Oshkosh.
Politisch war Lampert Mitglied der Republikanischen Partei. Nach dem Tod des Kongressabgeordneten James H. Davidson wurde er bei der fälligen Nachwahl für das sechste Mandat von Wisconsin als dessen Nachfolger in das US-Repräsentantenhaus in Washington, D.C. gewählt. Gleichzeitig gewann er auch die Wahl für die folgende Legislaturperiode. Da er auch die folgenden Wahlen für sich entschied, konnte er bis zu seinem Tod am 18. Juli 1930 im Kongress verbleiben. Von 1919 bis 1921 war Lampert Vorsitzender eines Wahlausschusses (Committee on Election of President, Vice President and Representatives). Zwischen 1921 und 1925 leitete er den Patentausschuss. Lampert setzte sich im Kongress besonders für die Rentenzahlungen an Kriegsveteranen ein. Während seiner Zeit im US-Repräsentantenhaus wurden dort in den Jahren 1919 und 1920 der 18. und der 19. Verfassungszusatz verabschiedet.
Florian Lampert starb am 18. Juli 1930 bei einem Autounfall in Chicago Heights, während er sich auf der Heimreise nach Oshkosh befand. Er war seit 1885 mit Mary Vetter verheiratet, mit der er sieben Kinder hatte.